# Quirinópolis (ort)
Quirinópolis är en ort i Brasilien.   Den ligger i kommunen Quirinópolis och delstaten Goiás, i den sydöstra delen av landet, 400 km sydväst om huvudstaden Brasília. Quirinópolis ligger 531 meter över havet och antalet invånare är 32 104.
Terrängen runt Quirinópolis är huvudsakligen platt, men norrut är den kuperad.
Omgivningarna runt Quirinópolis är en mosaik av jordbruksmark och naturlig växtlighet. Runt Quirinópolis är det glesbefolkat, med 10 invånare per kvadratkilometer.